# جيري ليغراس
جيري ليغراس (مواليد 5 أبريل 1966) هو ملاكم سيشلي، مثّل بلاده في الألعاب الأولمبية الصيفية 1996.

## روابط خارجية
جيري ليغراس على موقع بوكس ريك (الإنجليزية) (registration required)
- جيري ليغراس على موقع اللجنة الأولمبية الدولية (الإنجليزية)
- جيري ليغراس على موقع أوليمبيديا (الإنجليزية)
- جيري ليغراس على موقع اتحاد ألعاب الكومنولث (مؤرشف) (الإنجليزية)